# Sant Pere dels Arquells
Sant Pere dels Arquells és una entitat de població del municipi de Ribera d'Ondara, a la comarca de la Segarra. Segons les dades de 2018, té 62 habitants. És al centre del terme, al fons de la vall d'Ondara.
Aquest poble és format per un grup de cases formant una placeta interior, la qual cosa, unida a l'origen monàstic del lloc, ha fet suposar que el seu àmbit podia ser d'un antic claustre del priorat. L'església de Sant Pere dels Arquells, situada a la part més baixa del poble, no conserva cap vestigi de la seva antiguitat ni del passat monàstic.

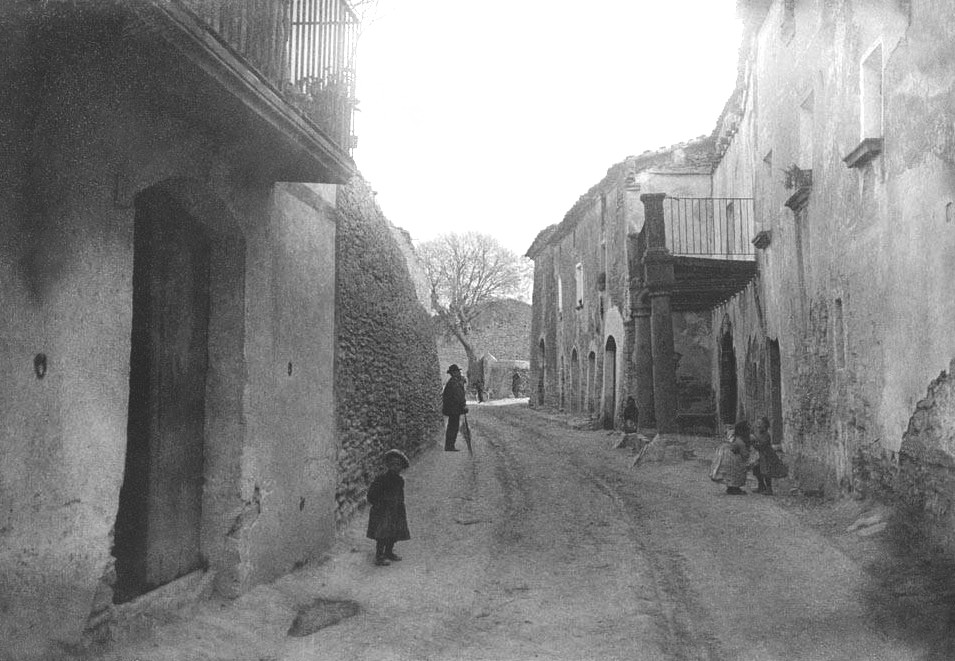
Carrer d'entrada a Sant Pere dels Arquells. Entre 1880 i 1912

El 1086 el noble Guillem Bernat d'Òdena, senyor de Rubinat i de Llindars, va erigir la primera església de Sant Pere. El seu fundador la va dotar amb el territori del castell de Llindars i altres alous amb vista a erigir-hi un monestir. Fracassat el primer intent, el 1100, el seu fill Ramon Guillem d'Òdena, la va cedir al monestir de Santa Maria de l'Estany. Tot seguit hi creà el priorat o pabordia de Sant Pere dels Arquells, que els seus fundadors van dotar amb nous béns, en especial les esglésies de Rubinat i les de Montmagastrell i Pontons. Durant un parell de segles, el priorat tingué una notable vitalitat, però a la segona meitat del segle xiv i al segle següent va decaure molt. En ser secularitzades les canòniques augustinianes el 1592, l'antic priorat fou cedit al monestir de Montserrat, que el convertí en una espècie de granja regida per un monjo i alguns servents. Amb aquest règim jurídic va continuar fins al 1835. Va ser un municipi independent fins a fusionar-se al 1972 amb Sant Antolí i Vilanova, i la creació del nou municipi de Ribera d'Ondara. L'antic terme incloïa els pobles de la Sisquella, Llindars, Timor, Rubinat i, separat del terme, el de Gramuntell.